# Ligo
Der Ligo (Plural ligones; altgriechisch μάκελλα) war in der römischen Antike eine schwere Hacke.
Das Gerät hatte an einem langen Stiel ein im Winkel angebrachtes breites Blatt und konnte als Schaufel- und Ziehhacke eingesetzt werden. Es diente als Ackergerät, besonders zum Umwenden des Bodens, zum Zerschlagen der Schollen und zum Roden. Die Pioniere der römischen Legionen setzten den Ligo zur Feldbefestigung ein. 
Moderne Klappspaten können zum Teil ebenfalls als Ziehhacke eingestellt werden.